# Князев Андрій Олександрович
Князев Андрій Олександрович (6 лютого 1986, Воронеж) — російський боксер першої важкої вагової категорії, виступає на професійному рівні з 2012 року. Володар титулів чемпіона PABA та WBO Oriental, чемпіон Росії, майстер спорту з боксу.

## Біографія
Андрій Князев народився 6 лютого 1986 у Воронежі. Активно займатися боксом почав в ранньому дитинстві, проходив підготовку в місцевому клубі «Олімпійські надії» — із сім'єю проживав у селищі Дослідна станція Хохольського району, звідки щодня їздив тренуватися у Воронезьку секцію. На аматорському рівні ставав чемпіоном Центрального федерального округу, вигравав турніри класу «А» в Тулі і Рязані, за що був удостоєний звання майстра спорту. Будучи прихильником таких боксерів як Мохаммед Алі і Майк Тайсон, із самого початку збирався переходити в професіонали, і в 2012 році перейшов, уклавши контракт з новгородським промоутером Іллею Кутузовим.
Дебют Князева на професійному рингу відбувся в березні 2012 року, в першому своєму бою одноголосним рішенням суддів він переміг петербуржця Сергія Мухаметшина. Протягом року провів ще кілька вдалих поєдинків і незабаром завоював вакантний титул чемпіона за версією  Паназіатської боксерської асоціації, здобувши перемогу над представником Азербайджану Анаром Маммадова (бій тривав усі дванадцять раундів і закінчився одностайним суддівським рішенням). У вересні 2013 року Андрій Князев став чемпіоном Росії в першій важкій вазі — двічі відправив у нокдаун іншого претендента на цей пояс Віталія Мугунова, після чого той відмовився від подальшого продовження матчу. Тим не менш, вже в наступному рейтинговому бою зазнав першої в кар'єрі поразки, суддівським рішенням від білоруса Юрія Биховцева.
Незважаючи на невдачу, Князєв продовжує виходити на ринг, в 2014 році захистив звання чемпіона Росії, взявши гору над претендентом Русланом Семеновим , а також виграв вакантний титул східного чемпіона за версією  Всесвітньої боксерської організації — в четвертому раунді технічним нокаутом переміг досвідченого грузинського боксера Шалву Джомардашвілі.
У квітні 2015 року зустрічався з олімпійським чемпіоном з України Олександром Усиком, на кону стояв титул інтерконтинентального чемпіона WBO. У восьмому раунді в результаті серії ударів без відповіді рефері зарахував технічний нокаут, і таким чином Князєв зазнав другої у професійній кар'єрі поразки.